# NEC V60

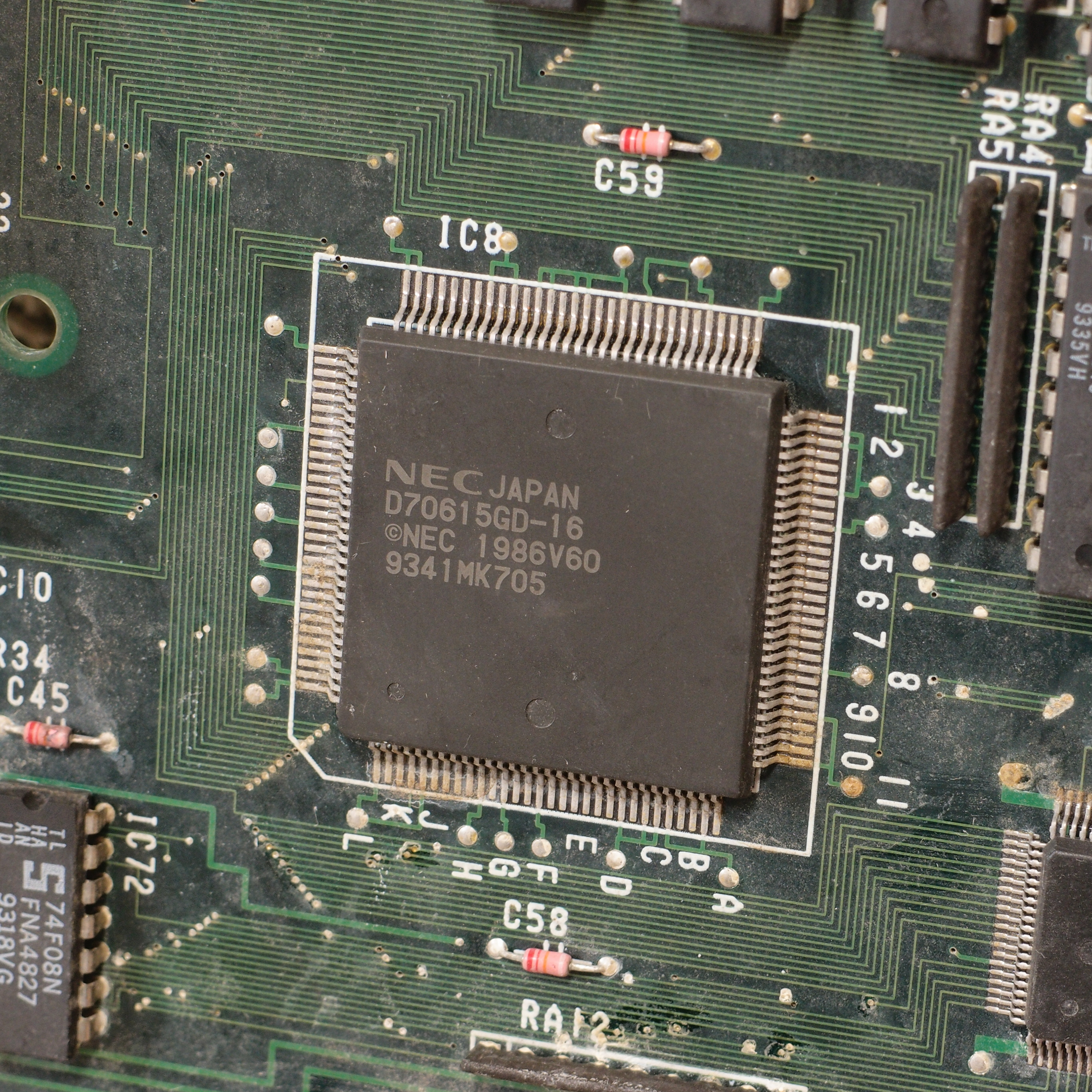
Circuit intégré NEC V60 (μPD70615, Sega Model 1)

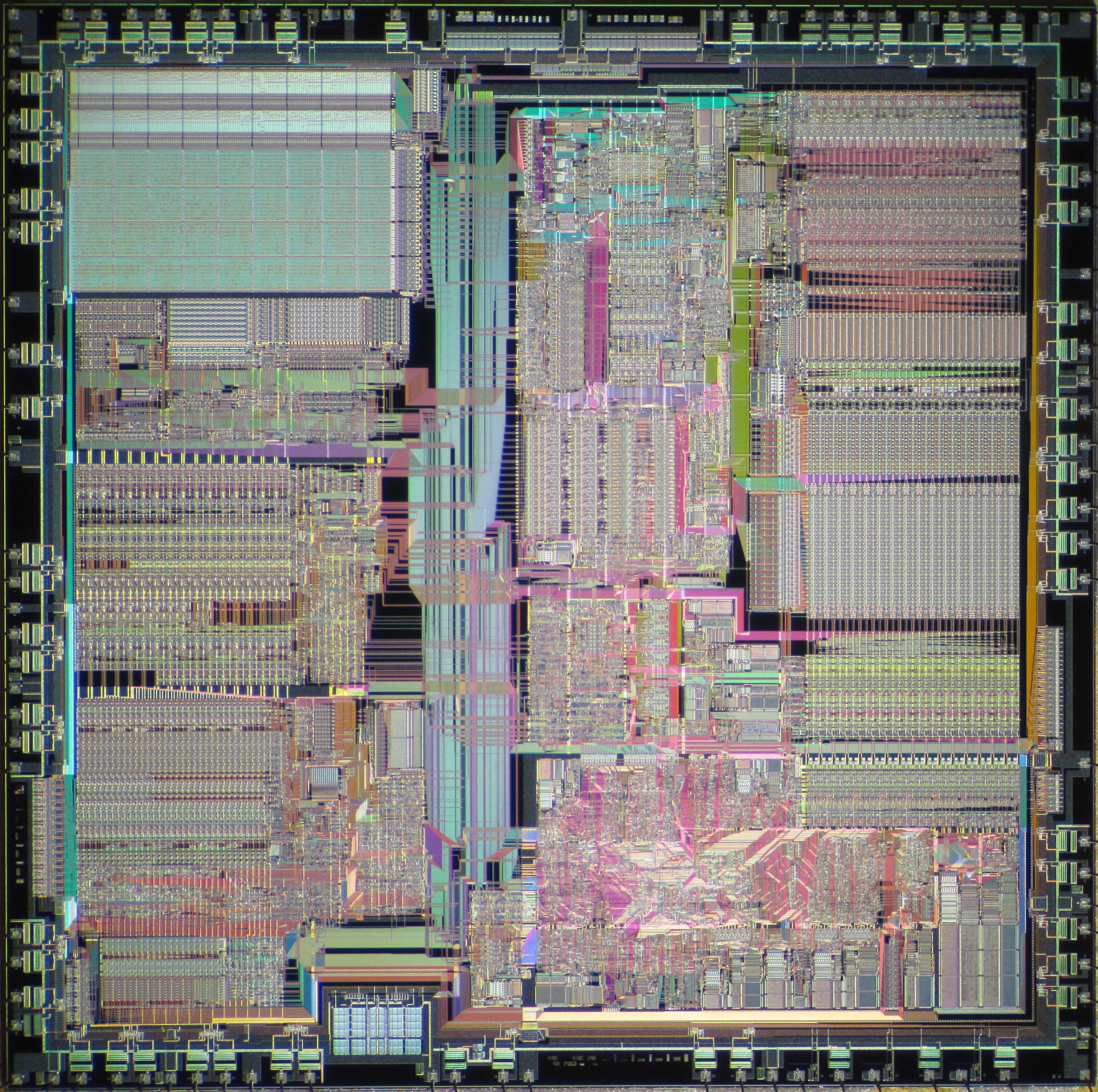
Die d'un NEC V60 (μPD70616)

Le NEC V60 est un microprocesseur CISC fabriqué par NEC Corporation dès 1986,.

## Description
Le NEC V60 (μPD70616) a été le premier microprocesseur 32 bits à usage général disponible dans le commerce au Japon.
Les travaux sur le processeur ont commencé en 1982 sous la direction de Yoichi Yano. Environ 250 ingénieurs ont participé au projet.
L'exploitation commerciale du V60 a débuté en février 1986.
Sega a choisi ce processeur pour la plupart de ses systèmes d'arcade dans les années 1990, le System 32 et Model 1.